# Epena
Epena är en hallucinogen drog som utvinns från den röda kådan under barken på trädet virola calophylla som växer i Colombias och Brasiliens regnskogar. 
Aktiva substanser är DMT och bufotenin. Epena utvinns genom att trädets kåda torkas och sedan hackas fint och blandas med aska. Epena snusas därefter och ger ett snabbt insättande, ca 30 minuter långt rus. Det ger emellertid ofta svår irritation av näsans slemhinna, vilket hos den ovane snusaren resulterar i ett oavbrutet nysande. 
Epena används av indianstammar i nordvästra Amazonas. Det verkar också som MAO-hämmare, vilket tillsammans med vissa andra medel eller matvaror kan ge allvarliga kombinationseffekter.